# 칼데아 가톨릭교회

바빌론 총대주교의 문장

칼데아 가톨릭교회(시리아어: ܥܕܬܐ ܟܠܕܝܬܐ ܩܬܘܠܝܩܝܬܐ; ʿītha kaldetha qāthuliqetha)는 동방 가톨릭교회에 속한 가톨릭교회의 지체 가운데 하나이다. 칼데아는 바빌로니아 남부를 가리키는데, 터키와 페르시아만 일대를 포함하는 지역이다. 고대부터 이 일대에 사는 이들을 칼데아인이라고 부른 데서 연유한다. 바그다드 총대주교가 이끄는 칼데아 가톨릭교회의 총대주교좌는 현재 이라크 바그다드에 있다. 칼데아 가톨릭교회의 구성원들은 아시리아인들로서 현재 신자 수는 약 500,000명이다.

## 같이 보기
- 동방 가톨릭교회